# Gas-oil (film)
Gas-oil is een Franse film van Gilles Grangier die uitgebracht werd in 1955.

## Samenvatting
Wanneer vrachtwagenchauffeur Jean Chape naar huis rijdt heeft hij de indruk dat hij iemand overreden heeft. Hij stopt en treft inderdaad het lichaam van een voetganger aan. Hij klopt aan bij zijn minnares die hem aanraadt het ongeval aan de politie aan te geven. Aanvankelijk verdenkt men hem ervan in dronken toestand gereden te hebben maar later wijst de autopsie uit dat het slachtoffer al dood was op het ogenblik van de aanrijding. De politie kan het lijk identificeren : het gaat om Scopo, een bekende gangster. 
Jean wordt weldra lastiggevallen en opgejaagd door diens handlangers. Ze denken immers dat hij het koffertje met geld, dat het slachtoffer bij zich had en dat afkomstig is van een eerder door hen gepleegde overval, gestolen heeft. Om hen het hoofd te bieden doet Jean een beroep op zijn collega's routiers.

## Rolverdeling
| Acteur             | Personage             | Beschrijving                              |
| ------------------ | --------------------- | ----------------------------------------- |
| Jean Gabin         | Jean Chape            | vrachtwagenchauffeur en minnaar van Alice |
| Jeanne Moreau      | Alice                 | de onderwijzeres                          |
| Ginette Leclerc    | mevrouw Scoppo        | de weduwe                                 |
| Henri Crémieux     |                       | de onderzoeksrechter                      |
| Gaby Basset        | mevrouw Camille Serin |                                           |
| Simone Berthier    | Lucienne              | een dienster                              |
| Charles Bouillaud  |                       | de typist op het commissariaat            |
| Marcel Bozzuffi    | Pierrot Ragondin      | de jonge vrachtwagenchauffeur             |
| Robert Dalban      | Félix                 | de vrachtverzender                        |
| Albert Dinan       | Émile Serin           |                                           |
| Camille Guérini    | Lucien Ragondin       | de vader                                  |
| Guy-Henry          | Jojo                  | een vrachtwagenchauffeur                  |
| Roger Hanin        | René Schwob           | de bendeleider                            |
| Bob Ingarao        |                       | de chauffeur van de bende                 |
| Jean Lefebvre      |                       | de buschauffeur                           |
| Lisette Lebon      | Mauricette Serin      | de dienster                               |
| Jacques Marin      |                       | de gendarme in het commissariaat          |
| Gilbert Edard      |                       | de commissaris                            |
| Germaine Michel    | Maria Ragondin        | de moeder                                 |
| Albert Michel      |                       | de postbode                               |
| Marcel Perès       |                       | de barbier                                |
| Jean-Marie Rivière |                       | een bendelid                              |
| Yvonne Yma         |                       | een roddelaarster                         |
| Jean Lanier        |                       | een inspecteur                            |
| Lucien Desagneaux  |                       | een klant                                 |
| François Darbon    | Antoine Scoppo        | gangster en slachtoffer                   |
| Henri Guégan       |                       | een vrachtwagenchauffeur bij Serin        |